# العلاقات التشيلية المولدوفية
العلاقات التشيلية المولدوفية هي العلاقات الثنائية التي تجمع بين تشيلي ومولدوفا.

## مقارنة بين البلدين
هذه مقارنة عامة ومرجعية للدولتين:
| وجه المقارنة                                              | تشيلي                         | مولدوفا                           |
| --------------------------------------------------------- | ----------------------------- | --------------------------------- |
| المساحة (كم2)                                             | 756.10 ألف                    | 33.85 ألف                         |
| عدد السكان (نسمة)                                         | 17.37 مليون                   | 2.55 مليون                        |
| الكثافة السكانية (ن./كم²)                                 | 22.97                         | 75.33                             |
| العاصمة                                                   | سانتياغو                      | كيشيناو                           |
| اللغة الرسمية                                             | اللغة الإسبانية               | اللغة المولدوفية، اللغة الرومانية |
| العملة                                                    | بيزو تشيلي، وحدة حساب تشيلية ‏ | ليو مولدوفي                       |
| الناتج المحلي الإجمالي (بليون دولار)                      | 277.08 مليار                  | 8.13 مليار                        |
| الناتج المحلي الإجمالي (تعادل القوة الشرائية) بليون دولار | 419.39 مليار                  | 17.94 مليار                       |
| الناتج المحلي الإجمالي الاسمي للفرد دولار أمريكي          | 13.42 ألف                     | 3.65 ألف                          |
| الناتج المحلي الإجمالي للفرد دولار أمريكي                 | 22.07 ألف                     | 4.98 ألف                          |
| مؤشر التنمية البشرية                                      | 0.832                         | 0.693                             |
| رمز المكالمات الدولي                                      | +56                           | +373                              |
| رمز الإنترنت                                              | .cl                           | .md                               |
| المنطقة الزمنية                                           | 00، 00، 00، 00                | ت ع م+02:00، ت ع م+03:00          |

## منظمات دولية مشتركة
يشترك البلدان في عضوية مجموعة من المنظمات الدولية، منها:
| علم المنظمة | اسم المنظمة                               | تاريخ انضمام تشيلي | تاريخ انضمام مولدوفا |
| ----------- | ----------------------------------------- | ------------------ | -------------------- |
|             | مؤسسة التنمية الدولية                     | 30 ديسمبر 1960     | 14 يونيو 1994        |
|             | يونسكو                                    | 7 يوليو 1953       | 27 مايو 1992         |
|             | وكالة ضمان الاستثمار متعدد الأطراف        | 12 أبريل 1988      | 9 يونيو 1993         |
|             | الأمم المتحدة                             | 24 أكتوبر 1945     | 2 مارس 1992          |
|             | الفريق المعني برصد الأرض                  | ?                  | ?                    |
|             | الاتحاد البريدي العالمي                   | ?                  | ?                    |
|             | البنك الدولي للإنشاء والتعمير             | 31 ديسمبر 1945     | 12 أغسطس 1992        |
|             | الاتحاد الدولي للاتصالات                  | 1908               | 20 أكتوبر 1992       |
|             | منظمة حظر الأسلحة الكيميائية              | ?                  | ?                    |
|             | مؤسسة التمويل الدولية                     | 15 أبريل 1957      | 10 مارس 1995         |
|             | المركز الدولي لتسوية المنازعات الاستشارية | 24 أكتوبر 1991     | 4 يونيو 2011         |
|             | منظمة التجارة العالمية                    | ?                  | ?                    |
|             | منظمة الشرطة الجنائية الدولية             | ?                  | ?                    |

## وصلات خارجية
- موقع وزارة الخارجية التشيلية
- موقع وزارة الخارجية المولدوفية